# 新竹綠園道
新竹綠園道，是臺灣一條植栽的景觀園道，位於新竹市東區及北區，已完工的有新竹綠園道、文化綠廊、護城河綠廊帶及1916園區，規劃中及興建中的有東大路綠園道及隆恩圳水綠廊道，整建中的有田美街綠園道、鐵道路綠園道，全長約12公里。

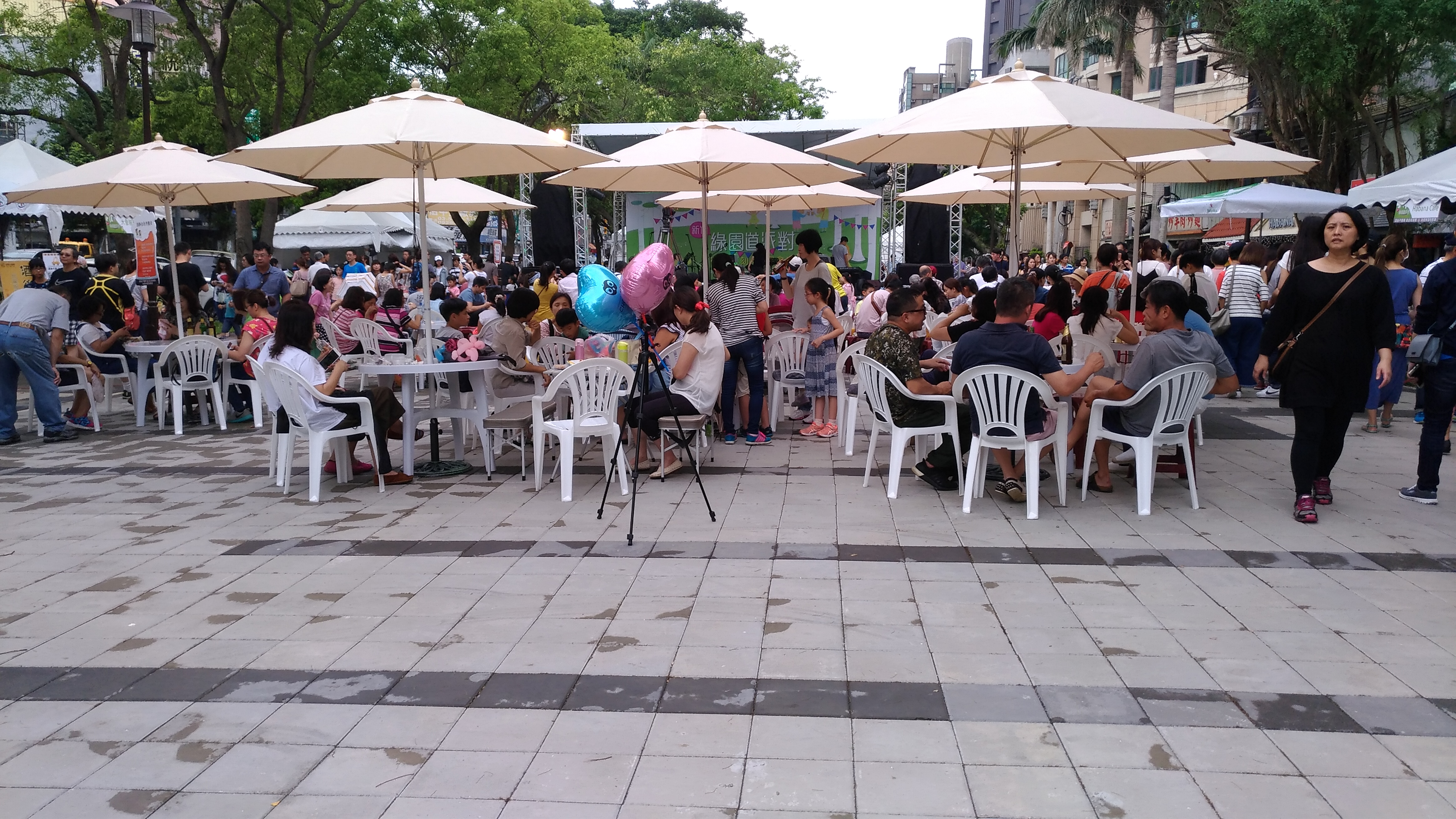
經國綠園道民生—民權段 2017 新竹綠園道派對 微醺時刻x甜蜜食光活動現場

## 沿線介紹
| 綠園道         | 路段             | 週邊                                                                                       | 交通                              |
| -------------- | ---------------- | ------------------------------------------------------------------------------------------ | --------------------------------- |
| 經國綠園道     | 自由－公道五段   | 新竹果菜市場                                                                               |                                   |
| 經國綠園道     | 民主－自由段     | 新竹果菜市場、中國信託                                                                     |                                   |
| 經國綠園道     | 民生－民主段     | 新竹果菜市場、肯德基、麥當勞                                                               |                                   |
| 經國綠園道     | 民權－民生段     | 肯德基、北大愛樂                                                                           | YouBike經國民生路口               |
| 經國綠園道     | 東大－民權段     | 中油、東大綠園道、文化綠廊                                                                 |                                   |
| 田美街綠園道   | 經國－鐵道路段   | 東大綠園道、經國綠園道                                                                     |                                   |
| 鐵道路綠園道   | 田美－中華段     | 田美街綠園道、經國綠園道、臺大醫院新竹分院                                                 |                                   |
| 東大路綠園道   | 武陵－樹林頭段   | 樹林頭公園、樹林頭觀光夜市                                                                 | YouBike樹林頭公園                 |
| 東大路綠園道   | 經國－武陵段     | 武陵國宅                                                                                   |                                   |
| 東大路綠園道   | 三民－經國段     | Big City遠東巨城購物中心、隆恩圳水綠廊道、中央公園                                         | YouBike遠東巨城站                 |
| 東大路綠園道   | 民族－三民段     | Big City遠東巨城購物中心、新竹女中、隆恩圳水綠廊道、中央公園                               |                                   |
| 東大路綠園道   | 新竹公園－民族段 | 新竹公園、1916園區                                                                         |                                   |
| 文化綠廊       | 東大－護城河段   | 新竹市立演藝廳、新竹市文化局圖書館、東大路綠園道、護城河綠廊帶                             |                                   |
| 隆恩圳水綠廊道 | 護城河－中央段   | Big City遠東巨城購物中心、護城河綠廊帶、中央公園                                           | YouBike遠東巨城站                 |
| 隆恩圳水綠廊道 | 中央－三民公園段 | Big City遠東巨城購物中心、三民公園                                                         | YouBike遠東巨城、三民公園站       |
| 護城河綠廊帶   | 北大－中央段     | 新竹市政府、文化綠廊帶、青少年館草地                                                       | YouBike中正北大路口、新竹市政府站 |
| 護城河綠廊帶   | 中央－東門城段   | 東門城、東門國小、隆恩圳水綠廊道                                                           | YouBike新竹市政府站               |
| 護城河綠廊帶   | 東門－中華段     | 新竹車站、晶品城購物廣場、東門城                                                           | YouBike東門圓環站                 |
| 1916園區       | 1916園區         | 新竹公園、新竹市立動物園、新竹市立體育館、新竹市立體育場、新竹孔廟、假日花市、東大路綠園道 | YouBike新竹公園站                 |

## 活動

### 新竹綠園道
- 自由－公道五段
- 民主－自由段
- 民生－民主段
- 民權－民生段
  - 2017年5月20－21日，新竹綠園道派對 微醺時刻x甜蜜食光
- 東大－民權段
  - 2017年7月15日，開飯食堂

### 田美街綠園道
- 經國－鐵道路段

### 鐵道路綠園道
- 田美－中華段

### 東大路綠園道
- 武陵－樹林頭段
- 經國－武陵段
- 三民－經國段
- 民族－三民段
- 新竹公園－民族段

### 文化綠廊
- 東大－護城河段

### 隆恩圳水綠廊道
- 護城河－中央段
- 中央－三民公園段

### 護城河綠廊帶
- 北大－中央段
- 中央－東門城段
- 東門－中華段

### 1916園區
- 新竹公園
  - 每年3月，新竹市櫻花祭